# Michael Blum (Künstler, 1966)
Michael Blum (* 1966 in Jerusalem) ist ein israelischer Künstler und Autor.

## Leben
Nach dem Studium der Geschichte in Paris und der Fotografie in Arles entwickelte er sein Werk, das sind Videoarbeiten, Bücher, Installationen, in die Richtung einer kritischen Neubetrachtung von Kulturproduktion und -geschichte. Er lebte in New York City und in Wien. Seit 2010 ist er Professor an der „École des arts visuels et médiatiques“ (Abteilung für darstellende Künste und Medienkunst) der Université du Québec à Montréal in Kanada.

## Werke
- Mein Land

2008 publizierte Blum im Rahmen der Ausstellung Land of Human Rights: An der Grenze des Denkbaren in Graz das Künstlerbuch „Mein Land“. Dargestellt wird die alltägliche Normalität von Menschenrechtsverletzungen in der europäischen Praxis der Abschiebungen von Einwanderern.

## Publikationen
- The monument to the birth of the 20th century. Revolver Verlag, Frankfurt 2005[4]
- La dernière brève.[5]
- Cape Town - Stockholm (On Thembo Mjobo). Propexus, Stockholm 2007
- Oranienstraße. Ausgrabungen. Eine Verschronik. Klak, Berlin 2019 (Mikrogeschichte von 1800 bis zur Gegenwart, insbes. des Hauses Nr. 10–11)